# Moșneni, Constanța
Moșneni (în trecut, Perveli și Pervelia) este un sat în comuna 23 August din județul Constanța, Dobrogea, România.
Conform recensământului realizat la nivel național în 2022, populația totală a localității Moșneni este de 1,119 de locuitori. 
Dintre cei 1,119 de locuitori, 582 sunt de sex masculin, în timp ce populația de sex feminin numără 537 de persoane.